# Marek Tobiszewski
Marek Wiktor Tobiszewski (ur. 7 kwietnia 1984) – polski chemik, profesor na Politechnice Gdańskiej, pracownik Katedry Chemii Analitycznej na Wydziale Chemicznym.

## Życiorys
W 2007 uzyskał tytuł inżyniera, w 2008 magistra, w 2012 doktora, a w 2017 doktora habilitowanego w dziedzinie nauk chemicznych.  Od 2012 jest zatrudniony na Wydziale Chemicznym Politechniki Gdańskiej.
Autor i współautor ponad 65 publikacji, opublikowanych w czasopismach z listy JCR, H-index = 13 (wg Web of Science). Współredaktor anglojęzycznej książki naukowej „The application of green solvents in separation processes”.

## Nagrody i Odznaczenia
- Nagroda Miasta Gdańska dla Młodych Naukowców im. Jana Uphagena (2013)
- Nagroda za samodzielne prace naukowe młodych pracowników nauki (2012)[4]